# 騎兵集團
騎兵集團是日本侵华战争期间日军的一个师级骑兵部队。

## 历史
1932年12月5日下午日本关东军侵入海拉尔。此前，海拉尔与呼伦贝尔一直是东北义勇军苏炳文、张殿九部控制。1933年4月在满洲国西北地区（呼伦贝尔）组建的关东军直属騎兵集團，不断在满蒙边界制造军事挑衅摩擦，试探外蒙古军事实力和政治态度。
- 集团长：宇佐美興屋（日语：宇佐美興屋） 陸軍少将（从陸軍騎兵学校（日语：陸軍騎兵学校）调任）、蓮沼蕃陸軍中将(1934年8月1日）、笠井平十郎 陸軍中将(1935年8月1日）、稻叶四郎、内藤正一（1937年3月1日上任。任内从满州调往华北）、吉田悳（1939年1月，陸軍少将，1939年3月晋升陸軍中将）、小島吉蔵（日语：小島吉蔵）（1939年10月）、马场正郎(1940年12月）、西原一策（日语：西原一策）（1941年10月）
- 骑兵第1旅团（日语：騎兵第1旅団 (日本軍)）：1932年6月15日在大连登陆后，运送到齐齐哈尔一带，配属于关东军第14师团，在克山、拜泉、明水、海伦、巴彦、庆安等地对马占山部作战。1932年12月5日归第14师团长松木直亮指挥的混成第14旅团（旅团长服部兵次郎少将）部队一起侵入海拉尔。旅团长高波祐治少将。骑兵第1旅团进驻海拉尔西头道街原看守所及其以北的“道木房”附近原东北陆军第15旅的旧营房。大约在1934年前搬迁到海拉尔西大街。
  - 骑兵第13连队
  - 骑兵第14连队
  - 機関銃中隊
- 骑兵第4旅团：1933年秋调入海拉尔，旅团长茂木谦之助少将.
  - 骑兵第25连队
  - 骑兵第26连队
  - 機関銃中隊
  - 骑炮第4联队
  - 辎重队
- 集团骑炮兵连队
- 集团战车队
- 机械化汽车步兵大队
- 集团辎重队

1935年1月，蒙满双方争夺哈拉哈庙的所有权，发生武装冲突，日军出动驻海拉尔的骑兵部队，未经交火就占领了哈爾哈廟，日本将这次武装冲突称为“哈爾哈廟戰鬥”。1935年日蒙之间发生了176次边境军事冲突。经日苏交涉，满蒙双方在1935年6月至1937年9月在满洲里召开“满蒙国境会议”，解决双方边界线问题，史称“滿洲里會議”。满洲国代表团正式成员共4人，首席代表为兴安北省省长凌陞，还有兴安北警备军司令官为乌尔金少将，满洲国军政部部员斋藤正锐陆军少佐（实际是关东军驻海拉尔特务机关长），满洲国外交部政务司长神吉正一。
但由于骑兵兵种单一，加上重武器不足，难以胜任对蒙古的威慑挑衅目的。关东军于1936年2月由驻公主岭的獨立混成第1旅團抽调摩托化歩兵1個大隊、山砲1個小隊、戰車1個中隊（輕装甲車9輛）组成一个特遣支队，支队长澀谷安秋大佐，进驻海拉尔，暂配属于骑兵集团长笠井中将指挥，松村黄次郎中佐指挥的海拉尔陆航战斗机部队担任空中支援。1936年3月12日签订《苏蒙互助议定书》，共有两条：“蒙古或苏联领土的领土一旦受到第三国进攻的威胁时，苏联政府和蒙古政府约定立即就此情势进行协商，并采取为他们领土的保卫和安全所必要的一切措施。”“如果缔约国一方遭受军事攻击时，他们应互相给予各方面的援助，包括军事援助在内。”1936年3月29日《苏蒙互助议定书》对外公布。1936年3月30日，日本关东军渋谷支队1500人乘汽车50辆、装甲车12辆、坦克4辆，从贝尔湖西岸阿萨尔庙地区入侵蒙古境内阿达格多兰地区，蒙军騎兵300騎，摩托化歩兵1個连，装甲車約10両（45mm砲装備）击溃日满军，日军装甲车全部被击毁，指揮軽装甲車隊的平本鈴雄少尉战殁，涩谷率部撤回海拉尔重新整頓。日本称タウラン事件。1936年4月日本参谋本部发布的命令(“临命第323号”)，废除了关东军司令官对“满洲国”边境地区实施军事行动须向参谋本部总长实行事前报告的规定，允许其在认为必要的情况下，在“满洲国”全境范围内随时随地调动和使用兵力。1936年5月，日蒙双方交换了タウラン事件中各自俘获的12名战俘以及收敛的对方尸体。
1936年，日本参谋本部召开兵备改善会议，正式决定废除骑兵。会上，因对骑兵特别关注的步兵出身的秩父中佐力主保留骑兵1个旅团，因此骑兵第4旅团最终得以保留。
1938年因须集中兵力进攻武汉，7月11日，日军大本营将骑兵集团调至华北，在陇海路东段的豫东、皖北、鲁南、苏北一带平原活动。9月上旬，该集团主要活动于豫东的太康、淮阳一带策应。1938年10月11日，日军大本营将该集团小岛吉藏少将的骑兵第4旅团，调入华中派遣军。10月29日该旅团从合肥出发经六安、商城至光山，11月1日根据第2军的命令，归第3师团长藤田进指挥，参加罗山、信阳、武胜关、孝感至武汉的作战。
为加强对苏蒙军的警戒，1938年12月29日日本大本营命令骑兵集团司令部及骑兵第1旅团，由徐州地区西调至内蒙的包头和固阳。1939年9月5日骑兵第4旅团回归华北方面军序列，驻商丘担任该平原地区的机动作战。
1942年（昭和17年）6月24日改编为戰車第3師團。